# Vierde Diadochenoorlog
De Vierde Diadochenoorlog duurde van 306 tot 301 v.Chr. en werd gevoerd tussen de nominale Macedonische Rijksregent Antigonos Monophthalmos en zijn zoon Demetrios Poliorketes enerzijds en de satrapen Seleukos, Ptolemaios, Lysimachos en Kassander anderzijds. In deze laatste oorlog riepen al deze diadochen zichzelf uit tot koning (basileus) over hun deel van het rijk dat Alexander de Grote drie decennia eerder had gesticht. De laatste poging van Antigonos en Demetrios om het rijk te herenigen mislukte doordat zij verslagen werden in de afsluitende Slag bij Ipsos, waarna hun tegenstanders de laatste resten van het Macedonische Rijk opdeelden.

## Aanloop
In feite stonden in dezelfde vijanden als in de Derde Diadochenoorlog tegenover elkaar als in de Vierde; echter, de verhoudingen waren flink gewijzigd. Kassander, die na een flink bevochte opvolging van zijn vader Antipater als rijksregent, beschermheer van de koninklijke familie en stadhouder van het stamland Macedonië het meeste prestige genoot, werd feitelijk overvleugeld door Antigonos en Demetrios met hun immense rijk in Mesopotamië, Klein-Azië, de Levant en de oostelijke gebieden. Nadat van 317 tot 310 het ene na het andere lid van het Argeadische koningshuis was uitgemoord (de meesten door Kassander), stierf Alexanders bloedlijn uit, maar bij de Diadochenvrede in 311 moest Kassander toch het rijksregentschap aan Antigonos overdragen, ondanks dat die titel weinig meer betekende dan de symbolische rijkseenheid: bij de vrede vestigden Ptolemaios in Egypte, Lysimachos in Thracië en Kassander in Macedonië zich de facto als onafhankelijke vorsten. De belangrijkste machtsverschuiving deed zich voor doordat de voormalige Babylonische satraap Seleukos, na door Antigonos in Ptolemaios' armen te zijn gedreven, zijn positie wist te heroveren in de Babylonische Oorlog tegen Antigonos (311-309 v.Chr.) en zich vervolgens meester te maken van de oostelijke gebieden en daarmee de sterkste diadoch van allemaal te worden.
Met de titel rijksregent en de steun van Polyperchon in de Peloponnesos trachtte Antigonos zijn positie verder te verstevigen door de vrijheid van de Griekse steden uit te roepen. In 307 v.Chr. zond hij Demetrios naar Athene om de daar namens Kassander al tien jaar regerende dictator te verdrijven en de democratie te herstellen. Dit lukte, en enige tijd genoten de Antigoniden er grote invloed. In een nieuwe poging tot machtsuitbreiding zond Antigonos Demetrios om Cyprus te veroveren, wat in 306 leidde tot een open oorlog tussen hen en Ptolemaios, waarbij later de andere diadochen zich aan de zijde van de laatste schaarden.

## Verloop

### Slag om Salamis
Demetrios zette in 306 v.Chr. voet aan wal op de noordoostelijke punt van Cyprus, dat in Ptolemeïsche handen was. De stadhouder van Cyprus was Menelaos, broer van Ptolemaios. Hij marcheerde de zuidwaarts oprukkende Demetrios tegemoet, maar verloor een veldslag op 8 km van stad Salamis. Daarop begon Demetrios met het belegeren van de stad met een nieuw type aanvalstoren, de helepolis oftewel "stedendoder". Ondanks dit nieuwe staaltje krijgstechniek slaagden Menelaos' troepen erin de Antigoniden voorlopig buiten de muren te houden en de belegering te rekken. Toen Ptolemaios zelf met een oorlogsvloot aan kwam varen om zijn broer te ontzetten, volgde de Zeeslag bij Salamis, waarbij de Ptolemeën werden verslagen. Menelaos gaf de nu hopeloze verdediging van de stad op en heel Cyprus viel aan de Antigoniden.

### Koningsuitroepingen

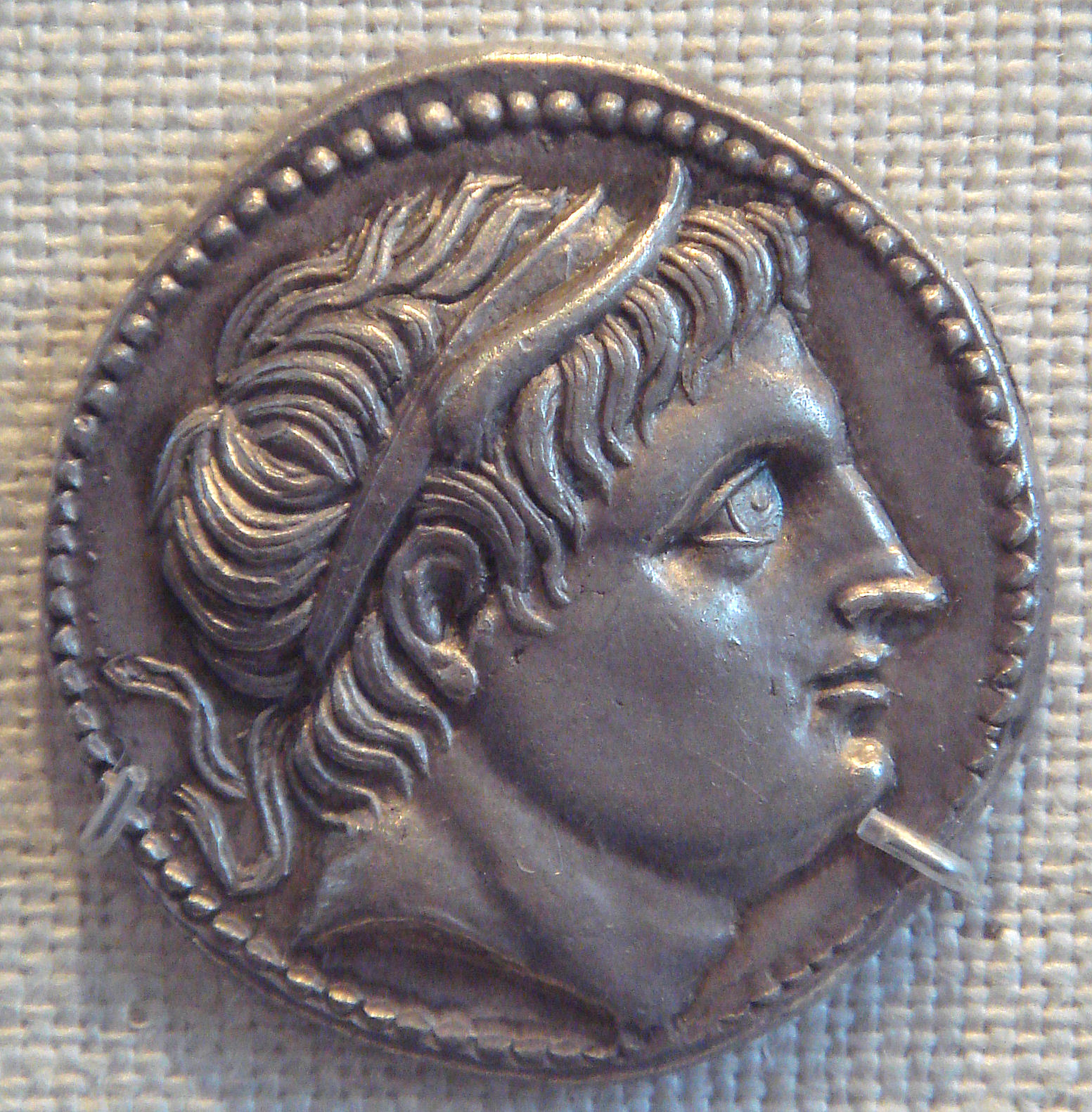
Demetrios Poliorketes. De horens op zijn hoofd symboliseren zijn verwantschap met de zeegod Poseidon.

Antigonos en Demetrios voelden zich door de verovering van Cyprus zodanig gesterkt dat ze zich tot koning (βασιλεύς) uitriepen, daarmee rechtstreeks de erfenis van Alexander de Grote opeisend. Tekenend is wel dat ze geen territorium vastkoppelden aan die titel, zoals "koning van Macedonië"; dat zou ook enigszins vreemd zijn aangezien het kernland van het versnipperde Macedonische Rijk, Macedonië zelf, nog altijd geregeerd werd door de Antipatried Kassander. Ook aanspraak maken op Alexanders titel "koning van Azië" zou vreemd overkomen, aangezien zijn Aziatische hoofdstad Babylon, stevig in handen van hun rivaal Seleukos. Waarschijnlijk meenden ze uiteindelijk de rest van het rijk ook te veroveren en hierop alvast een voorschot te nemen op de andere diadochen om hen te imponeren. De reactie bleef niet uit: in 305 namen ook Seleukos, Kassander en Lysimachos de koningstitel aan, in 304 gevolgd door Ptolemaios. De enige schijn van eenheid die het rijk nog bezat waren eerdere verdragen, de titel van rijksregent (over een koningshuis dat niet meer bestond) die Antigonos nog had en het nog tot 304 v.Chr. sporadisch in stand gehouden gebruik om Alexander IV in officiële documenten de 'koning' te noemen.

### Beleg van Rodos
In 305 werd Demetrios wederom op oorlogspad gestuurd door vader Antigonos, deze maal om ook het eiland Rodos op de Ptolemeën buit te maken. Het Beleg van Rodos duurde vele maanden omdat Ptolemaios erin slaagde Rodos-stad voortdurend vanaf zee te bevoorraden. Ondertussen poogde Kassander om Athene in te nemen dat zwak verdedigd werd door de Antigoniden. Daarop zag Antigonos zich gedwongen een compromisvrede te sluiten met Rodos, dat voor hem wilde vechten tegen iedereen behalve hun eigen vorst Ptolemaios.

### Kassander en Korinthe
Demetrios had nu zijn handen vrij om in Midden-Griekenland orde op zaken te stellen en Kassander naar Macedonië terug te dringen, waarin hij in 302 v.Chr. ten slotte slaagde. Hierna poogde hij de Korinthische Bond te herstellen. Overtuigd van hun momentum wezen Demetrios en Antigonos een vredesvoorstel van Kassander af en beraamden plannen om van twee kanten Macedonië binnen te vallen. Kassander zocht daarop zijn heil bij de andere drie diadochen Lysimachos, Seleukos en Ptolemaios, die begrepen dat ze samen moesten werken om niet een voor een tegen de nu steeds sterker wordende Antigoniden het onderspit te delven. Zij sloten een monsterverbond en bereidden een grootse invasie van Klein-Azië voor.

### Slag bij Ipsos
Seleukos sloot vrede met de Indische koning Chandragupta Maurya, van wie hij 500 krijgsolifanten kreeg, en viel Klein-Azië vanuit het oosten binnen. Oorspronkelijk zou Ptolemaios zich bij hem voegen, maar in plaats daarvan veroverde hij slechts Palestina op Antigonos. Kassander en Lysimachos staken de zee over en vielen Klein-Azië vanuit het westen binnen. Antogonos liet Demetrios spoedig overkomen uit Griekenland om de bondgenoten samen te weerstaan. Lysimachos wist echter handig de confrontatie uit te stellen tot Seleukos arriveerde en de diadochen hun strijdkrachten verenigden. Ten slotte kwam het in Phrygië tot Slag bij Ipsos (301 v.Chr.). Hierin sneuvelde Antigonos en wist Demetrios nog maar net te ontsnappen.

## Nasleep

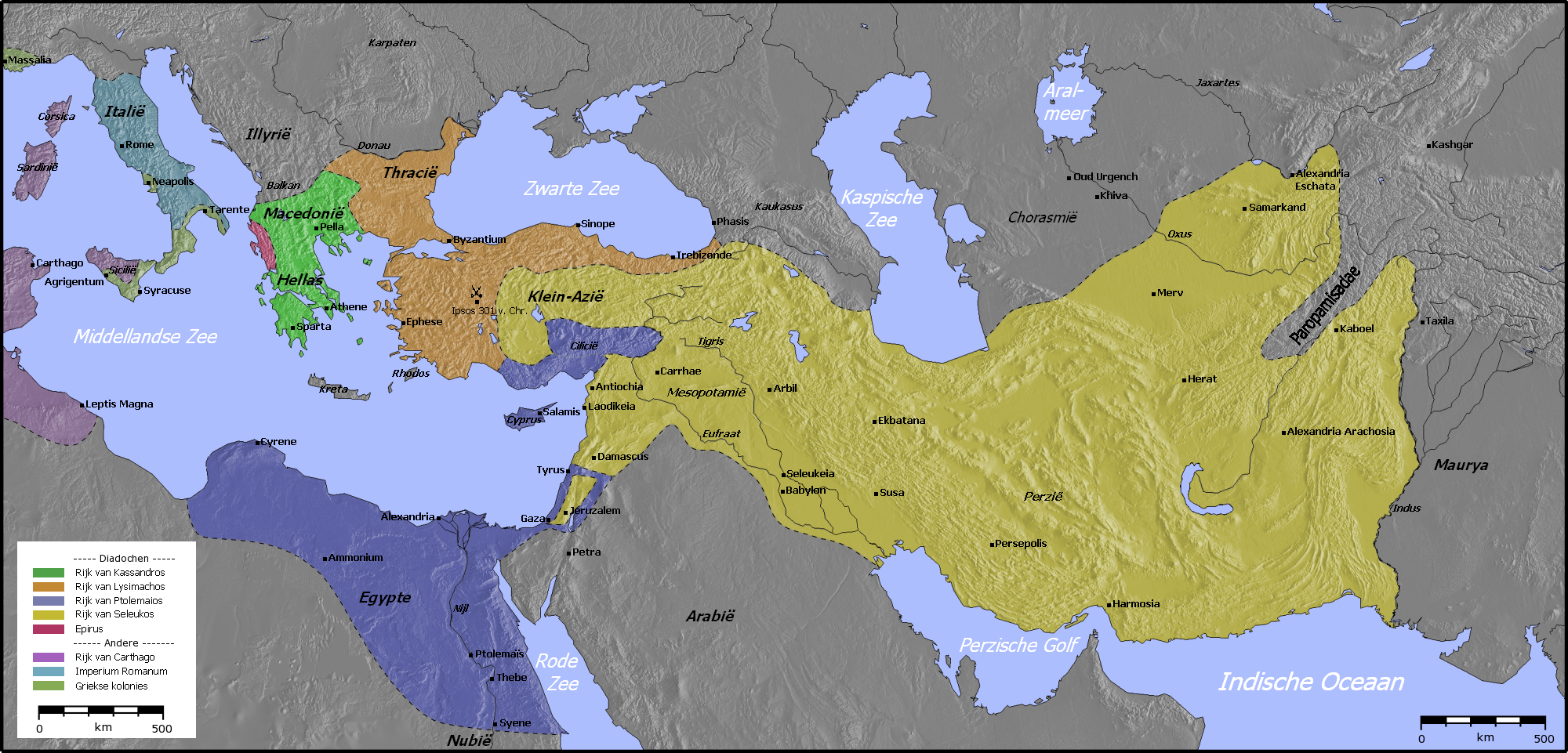
De diadochenrijken in 300 v.Chr., na de Slag bij Ipsos.

De Antigonidische macht was volkomen gebroken, al zou Demetrios de dynastie voortzetten en later nog op de Macedonische troon terechtkomen. Echter was Ipsos het definitieve einde van het Macedonische Rijk, dat alleen Antigonos en Demetrios nog bijeen hadden proberen te houden. De zegevierende diadochen waren er tevreden mee om het rijk op te splitsen in hun eigen vier delen en hun eigen dynastieën te stichten. Later zouden ze weer onderling oorlog voeren om de grenzen van de opvolgersstaten te verleggen in eigen voordeel.